# Garabí

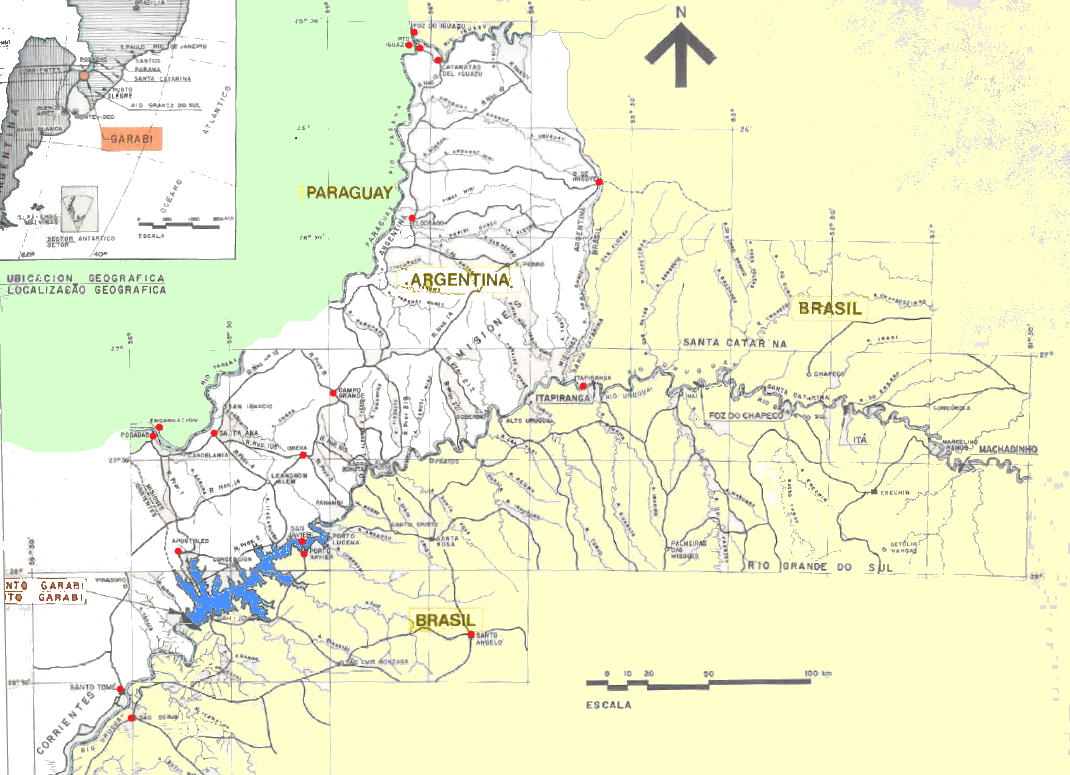
Ubicació de la futura represa de Garabí. En blau, l'embassament, en vermell, poblacions importants.

Garabí o Garabi és una futura presa que hom pretén construir al riu Uruguai, entre la província argentina de Misiones i l'Estat brasiler de Rio Grande do Sul. La presa que es projecta construir sobre el riu Uruguai dotaria d'energia elèctrica ambdós països, i permetria guanys econòmics a empreses privades col·laboradores al projecte.
Els governadors de les províncies argentines de Misiones i Corrientes, i la brasilera Rio Grande do Sul subscriuran a Porto Alegre, Brasil, un Protocol d'Intencions destinat a crear el Grup de Treball Interestatal que donarà suport la construcció de la central hidroelèctrica, amb els objectius d'agilitar la realització del projecte en conjunt amb un grup d'empreses privades. El projecte està sent considerat també pel parlament de Misiones.

## Reclams ecologistes
Organitzacions ecologistes argentines, brasileres i uruguaianes s'oposen a la construcció d'aquesta nova presa projectada sobre el riu Uruguai, perquè provocaria danys irreparables. Realitzen una campanya de recollida de signatures per a impedir la seva execució. Els ecologistes s'oposen a la construcció de la central hidroelèctrica binacional Garabí, pels múltiples problemes que les represes causen als rius, alterant les seves lleres normals, inundant, afectant i desplaçant les persones de les seves comunitats, destruint llocs històrics i causant la mort dels ecosistemes i la seva biodiversitat. D'altra banda organitzacions ecologistes, associacions de productors rurals, esglésies de Misiones, Entre Ríos i Santa Fe, així com moviments del Brasil i l'Uruguai, van manifestar el seu rebuig al Protocol perquè intenta avançar amb grans obres hidroelèctriques sense respectar la Constitució Argentina, on clarament en el seu article 41 esmenta que tots els habitants han de gaudir d'un ambient sa.

## La zona en conflicte
Misiones, amb una superfície de 2.980.100 has, està situada al NE de la República Argentina, en el centre geogràfic de l'enorme Conca de la Plata, emmarcada pels seus afluents més cabalosos: els rius Uruguai i Paranà, tributant en aquest últim el riu Iguaçú. Representa el 0,8% del total del territori estatal. A causa dels grans pendents del seu relleu, clima humit i elevades precipitacions, aproximadament 1900 mm anuals, hi ha una important xarxa hidrogràfica, que desaigua en els tres col·lectors principals esmentats, que en conjunt drenen 62 conques provincials, la superfície de les quals és de 30.719 km².
La província, originàriament tenia 2.700.000 hectàrees de selva tropical. En l'actualitat s'estima aquesta superfície en només 1.000.000 has, el que significa un 37% del territori provincial. Aquest representa a l'últim romanent continu de selva paranaense del món, que conté més de 2.000 espècies de plantes vasculars, 1.000 espècies de vertebrats, dels quals 548 són aus, 120 són mamífers, 79 són rèptils, 55 espècies d'amfibis i més de 200 espècies de peixos en els rius i rierols territorials, més un nombre indeterminat de flora i fauna encara desconeguts.
Els rius Paranà, Uruguai i Iguaçú i els seus entorns, com béns de la naturalesa i com recursos naturals són per a l'home un sistema productiu múltiple i integrat (aquàtic, terrestre, amfibi i aeri) i integren la part principal de la conca de la Plata, que a pesar de les més de quaranta preses que suporta, les desenes en execució i construïdes a les conques de l'Iguaçú i l'Uruguai, converteix a aquesta regió en un corredor climàtic i biològic absolutament peculiar.